# Antony Root
Pour les articles homonymes, voir Root.
Antony Root, né le 16 avril 1954, est un scénariste et producteur britannique connu pour son travail à la télévision anglaise des années 1980 à nos jours.

## Biographie

### Éducation
Antony Root a été éduqué au King's College, au Marlborough College et au Christ's College de Cambridge où il étudie la philosophie et la littérature anglaise. Il est président du Cambridge University Amateur Dramatic Club et trésorier de la compagnie de théâtre du Cambridge Footlights.

### Carrière

#### Années 1980
Après avoir été brièvement responsable au théâtre, il rejoint au début des années 1980 le département des fictions de la BBC en tant qu'assistant de plateau. Il est promu rapidement script-éditor (responsable des scénarios) et travaille sur les séries Doctor Who, The Chinese Detective et Strangers and Brothers. En 1984, il est recruté par la compagnie Euston Films, une filiale de la Thames Television et travaille en tant que « Development Executive » pourCapital City, Bellman and True et pour la mini-série The Fear qu'il co-produit.

#### Années 1990
En 1989, il devient chef de la production à la Working Title Television où il aide à produire les films Lorna Doone (1990) pour ITV, le Edward II de Derek Jarman pour la BBC et Les Chroniques de San Francisco d'Armistead Maupin pour Channel 4.
En 1994, il est promu chef du département de la fiction pour la Thames Television et produira La Ferme du mauvais sort de John Schlesinger avec la BBC, ainsi que les cinq premiers téléfilms de la collection A Wing and a Prayer. En 1997, il devient le chef du département fiction de la Granada Television et devient producteur exécutif de séries comme The Grand ou Far from the Madding Crowd. En 1998, il devient l'un des premiers exécutifs de la Granade à développer et produire des séries en dehors du Royaume-Uni. Il supervise trois films pour la chaîne A&E aux États-Unis : Murder in a Small Town, The Lady in Question et Dash and Lilly (avec Sam Shepard et Judy Davis.) Il devient aussi producteur exécutif de la mini-série Longitude pour Channel 4, qui gagne cette année-là le BAFTA de la meilleure mini-série.

#### Années 2000
En 1999, il émigre à Los Angeles et supervise des films pour Granada Entertainment USA devenant producteur exécutif sur The Great Gatsby (pour A&E) et Le Royaume des voleurs pour ABC. Il devient président de la compagnie en 2000 et supervise les téléfilms My Beautiful Son pour Showtime, Second Nature pour TNT, la seconde saison de Beggars and Choosers (Showtime (TV network)|Showtime) ainsi que différents pilotes de comédies et de séries pour différentes chaines américaines.
En 2005, il revient en Angleterre et devient le Senior Vice Président de la branche européenne de Sony Pictures Television jusqu'en décembre 2009. De janvier 2010 à octobre 2011, il est consultant international et producteur exécutif pour des compagnie de production indépendante, et est président de 8th Floor Productions une unité de développement de fiction anglaise et une compagnie de production télévisuel visant le marché international.
Depuis octobre 2011, il occupe la place de vice-président exécutif des productions et des programmes originaux pour HBO Europe.